# Ma'ale Gamla
Ma'ale Gamla (hebrejsky מַעֲלֵה גַּמְלָא, doslova „Svah ke Gamle“, podle starověké židovské lokality Gamla, v oficiálním přepisu do angličtiny Ma'ale Gamla) je izraelská osada a vesnice na Golanských výšinách v Oblastní radě Golan.

## Geografie
Nachází se v nadmořské výšce 110 metrů, cca 18 kilometrů severovýchodně od města Tiberias, cca 66 kilometrů východně od Haify a cca 125 kilometrů severovýchodně od centra Tel Avivu. Leží na okraji svahů, které klesají z náhorní plošiny v jižní části Golanských výšin směrem ke Galilejskému jezeru. Severně od vesnice protéká Nachal Mešušim.
Ma'ale Gamla je na dopravní síť Golanských výšin napojena pomocí lokální silnice číslo 869, kde vede ke Galilejskému jezeru.

## Dějiny
Ma'ale Gamla leží na Golanských výšinách, které byly dobyty izraelskou armádou v roce 1967 a jsou od té doby cíleně osidlovány Izraelci. Tato obec byla založena v roce 1975 skupinou aktivistů z hnutí Cherut. Šlo o gesto v reakci na rezoluci srovnávající sionismus a rasismus, kterou krátce předtím přijala Organizace spojených národů. Z podobného popudu tehdy na Golanských výšinách vznikly ještě nové osady Odem a Jonatan. Oficiální statistiky udávají jako rok založení osady 1976.
Původní provizorní zástavba ležela cca 200 metrů od nynější vesnice. Do současné trvalé lokality se osada přestěhovala po dokončení výstavby domů v roce 1979. Ve zprávě z roku 1977 vypracované pro Senát Spojených států amerických se počet obyvatel v této vesnici odhadoval na 50. Ovšem jako rok založení Ma'ale Gamla se v ní udával 1973.
V obci funguje zařízení předškolní péče o děti. Další jsou k dispozici v sousední obci Kanaf.Základní školství je v nedaleké střediskové obci Bnej Jehuda a vyšší vzdělání ve městě Kacrin. Místní ekonomika je založena na zemědělství (rostlinná i živočišná výroba). Dalším zdrojem příjmů Ma'ale Gamla je turistika (ubytování). Vesnice bývá někdy označována za mošav, jindy za sídlo typu jišuv kehilati, tedy společnou osadu.

## Demografie
Ma'ale Gamla je osadou se sekulárním obyvatelstvem. Jde o menší sídlo vesnického typu se stagnující populací. K 31. prosinci 2014 zde žilo 401 lidí. Během roku 2014 stoupla populace o 4,2 %.
| Rok            | 1983 | 1995 | 1999 | 2000 | 2001 | 2003 | 2004 | 2005 | 2006 | 2007 | 2008 | 2009 | 2010 | 2011 | 2012 | 2013 | 2014 |
| -------------- | ---- | ---- | ---- | ---- | ---- | ---- | ---- | ---- | ---- | ---- | ---- | ---- | ---- | ---- | ---- | ---- | ---- |
| Počet obyvatel | 155  | 268  | 254  | 253  | 260  | 291  | 306  | 309  | 340  | 357  | 388  | 381  | 372  | 395  | 390  | 385  | 401  |